# 劉復 (雍正進士)
劉復（1696年—1737年），字无咎，號補亭。江蘇省常州府武進縣（今屬常州市）人，清朝政治人物，學者。

## 生平
康熙五十六年（1717年）丁酉科江南鄉試舉人。
雍正二年（1724年）甲辰科會試第四十二名貢士。
五年（1727年）丁未科殿試位列第二甲第九名進士出身，選翰林院庶吉士。
八年（1730年）四月，散館，授翰林院編修，在內廷供奉。
十一年（1733年）充會試同考官。補授浙江布政使司參議分巡杭嘉湖道。署浙江分巡溫處道、管理南北兩關。
乾隆二年（1737年），誥授朝議大夫。調浙江督理糧儲漕務道，卒於任上，年四十二歲。有誥命一道。

## 著作
- 《補亭文鈔》四卷
- 《壬春記行詩草》二卷

## 家族
劉復為武進西營劉氏第十二世。
- 父：劉於義。

### 妻妾
- 正室：陳氏，誥封恭人。康熙三十九年進士、翰林院編修陳聶恆之女。
- 側室：史氏。
- 側室：王氏。

### 子女
皆正室所生。
- 子：劉寅賓（1713年－1785年），乾隆九年舉人。
- 女，適雍正十一年進士、知州吳祖修。